# Monte Pindo

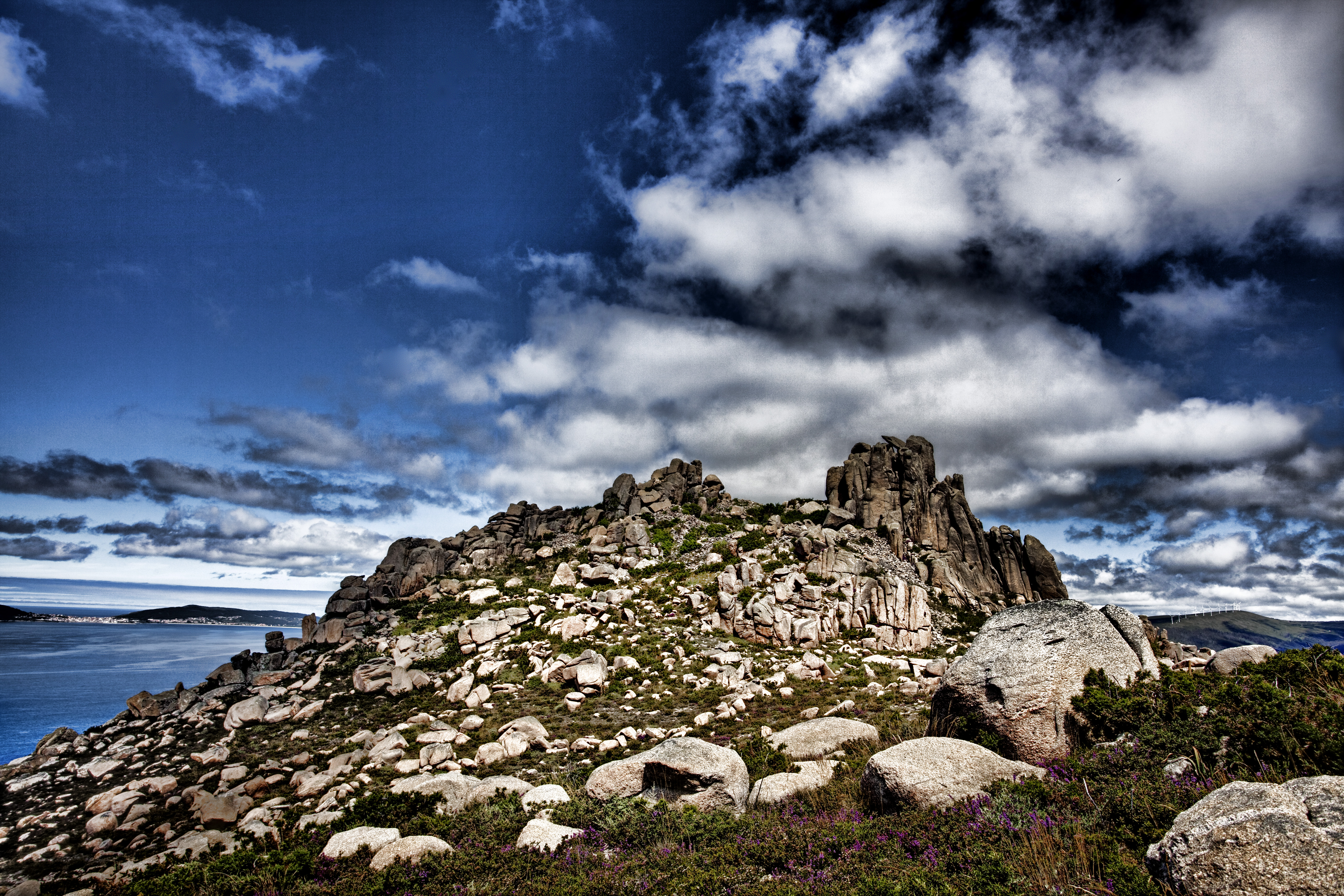
Castelo de San Xurxo no Monte Pindo.

O Monte Pindo é um maciço granítico de 627 metros de altura que se encontra no concelho de Carnota, província da Corunha, Espanha.
O Monte Pindo forma um espaço natural junto com a praia de Carnota, o espaço natural Carnota - Monte Pindo, catalogado como Lugar de Importância Comunitária e que se encontra incluído na Rede Natura 2000. O espaço tem uma superfície de 4.629 ha e abrange os concelhos de Carnota, Mazaricos, Cee e Dumbría, entre as rias de Corcubión e a de Muros e Noia.

## História

### Iniciativa de parque natural
No ano de 2010 oficializou-se uma iniciativa para declarar o Monte Pindo como Parque Natural, apadrinhada pelo coletivo ecologista ADEGA junto com uma vintena de professores universitários, coletivos e pesquisadores. Em respaldo a esta iniciativa, constituiu-se em outubro de 2010 a Associação Monte Pindo Parque Natural.

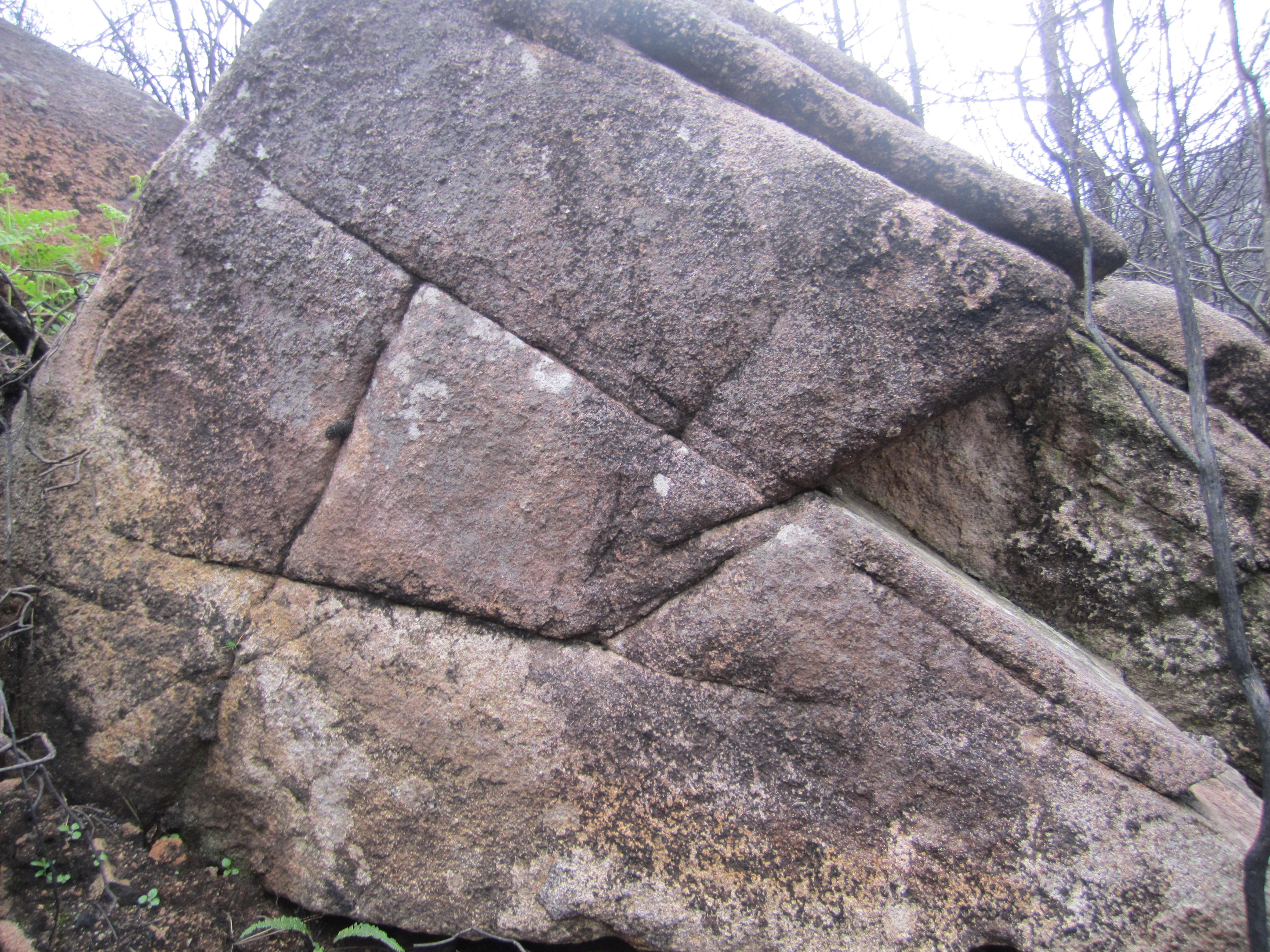
Granito alterado depois do incêndio.

### Incêndio em 2013
No dia 11 de setembro de 2013 declarou-se um sério incêndio florestal no Monte Pindo, com condições meteorológicas desfavoráveis de seca e vento. Na madrugada do dia 12 de setembro decretou-se o nível 1 de alerta, quanto o fogo já calcinara uns 1 000 hectares e chegara até o mar e ao Ézaro. Segundo o concelho do Medio Rural, no dia 13 de setembro alcançou os 2 000 hectares. O incêndio tinha um único foco, na Cima da Arca, mas de grandes dimensões. Em 13 de setembro, a asociação Monte Pindo qualificou o fogo de «atentado» e convocou um protesto para o dia 6 de outubro de 2013 em Compostela com o objetivo de declarar o monte parque natural.

## Galeria de imagens

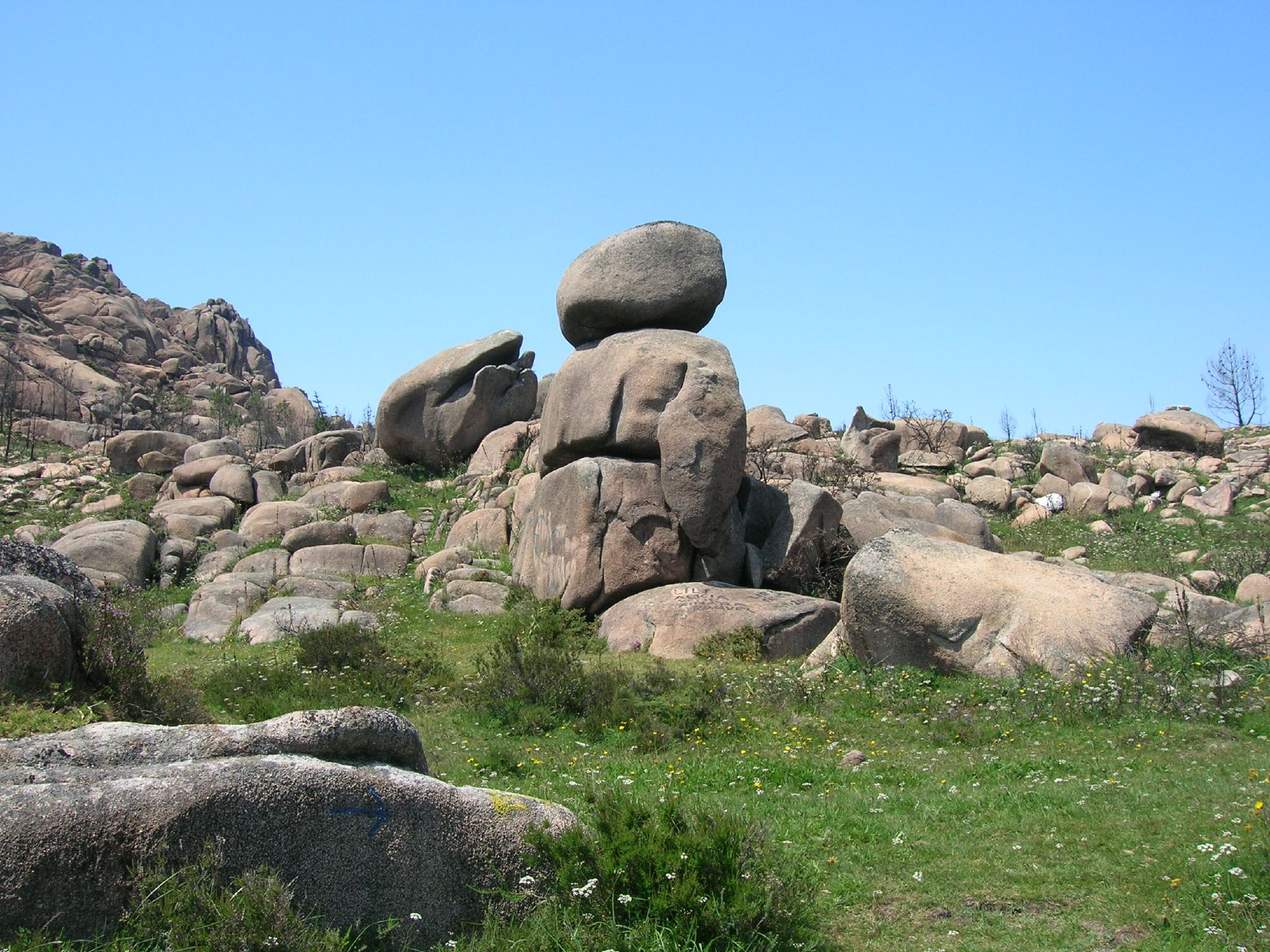
Fotografia intitulada O Guerreiro
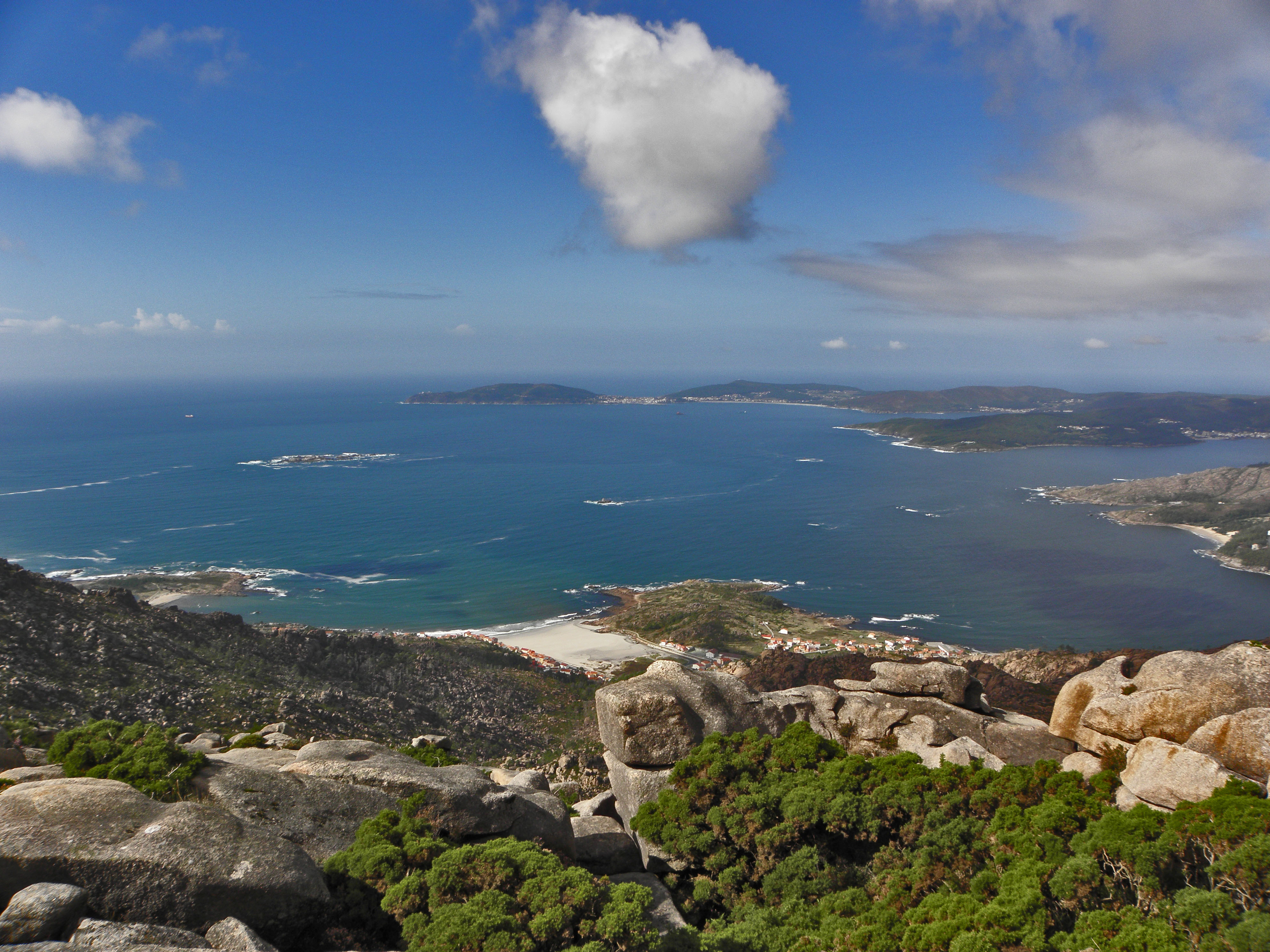
Cabo Finisterra visto do Monte
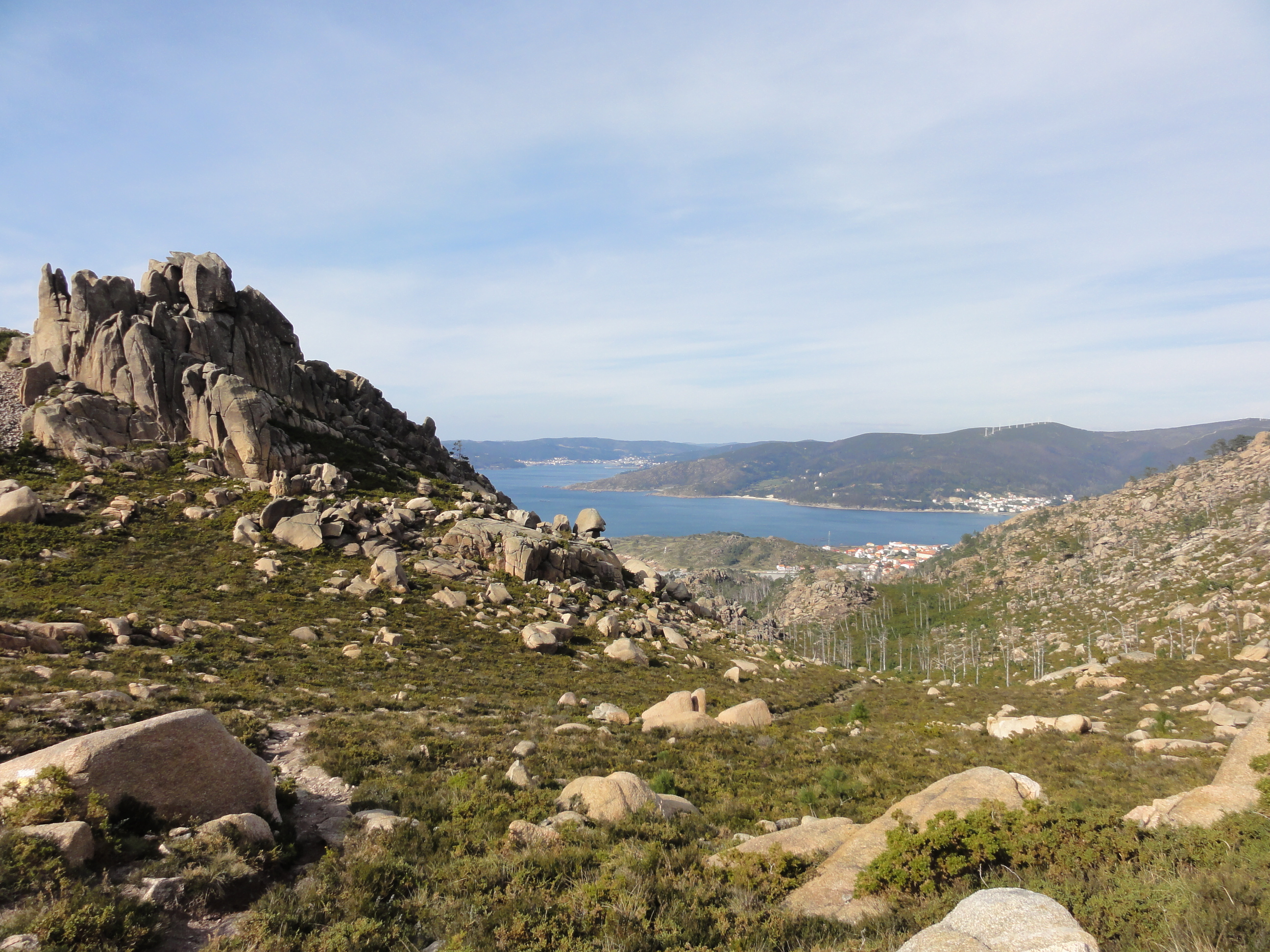
Parte carnotana do Monte
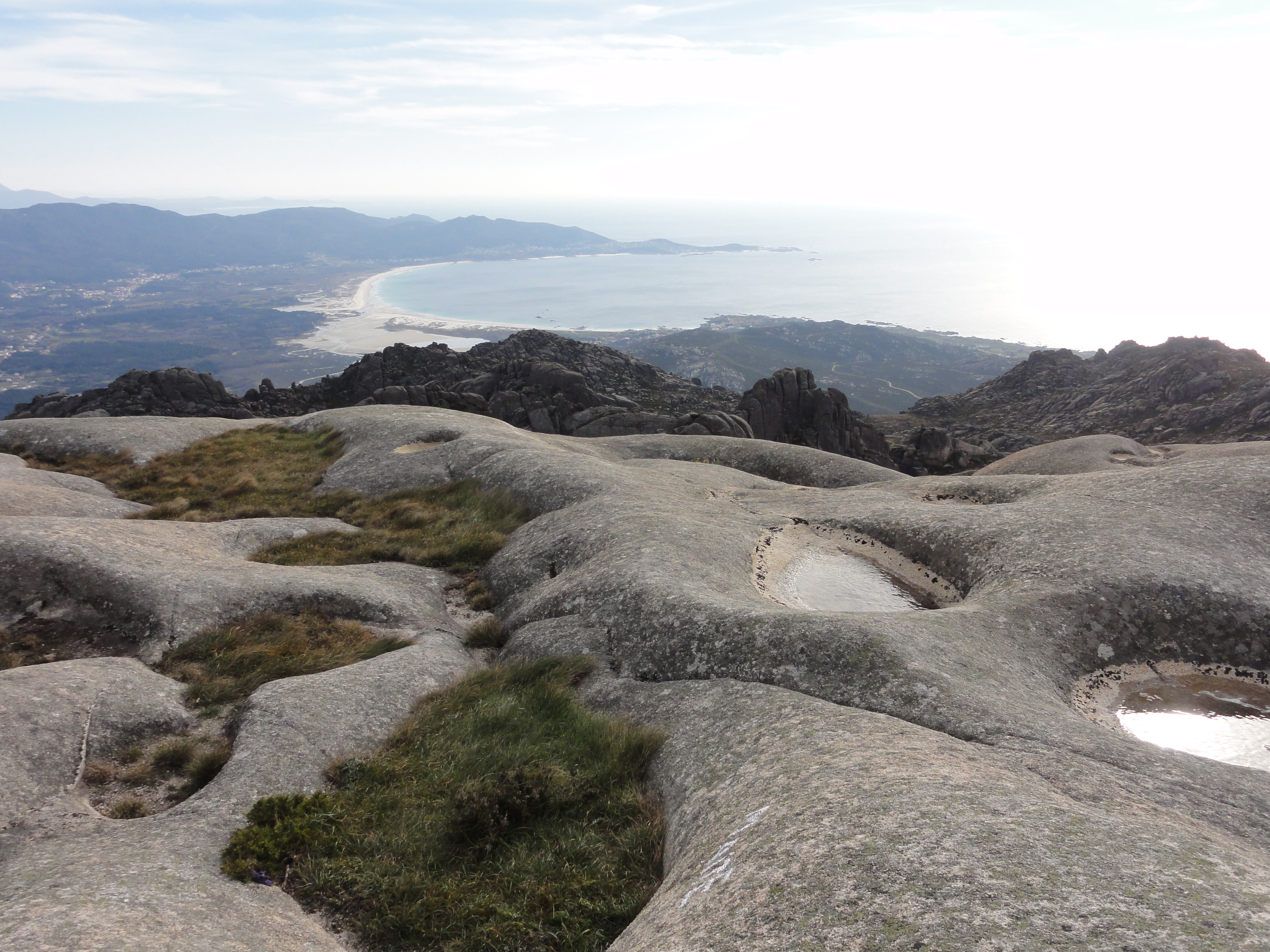
Parte carnotana do Monte
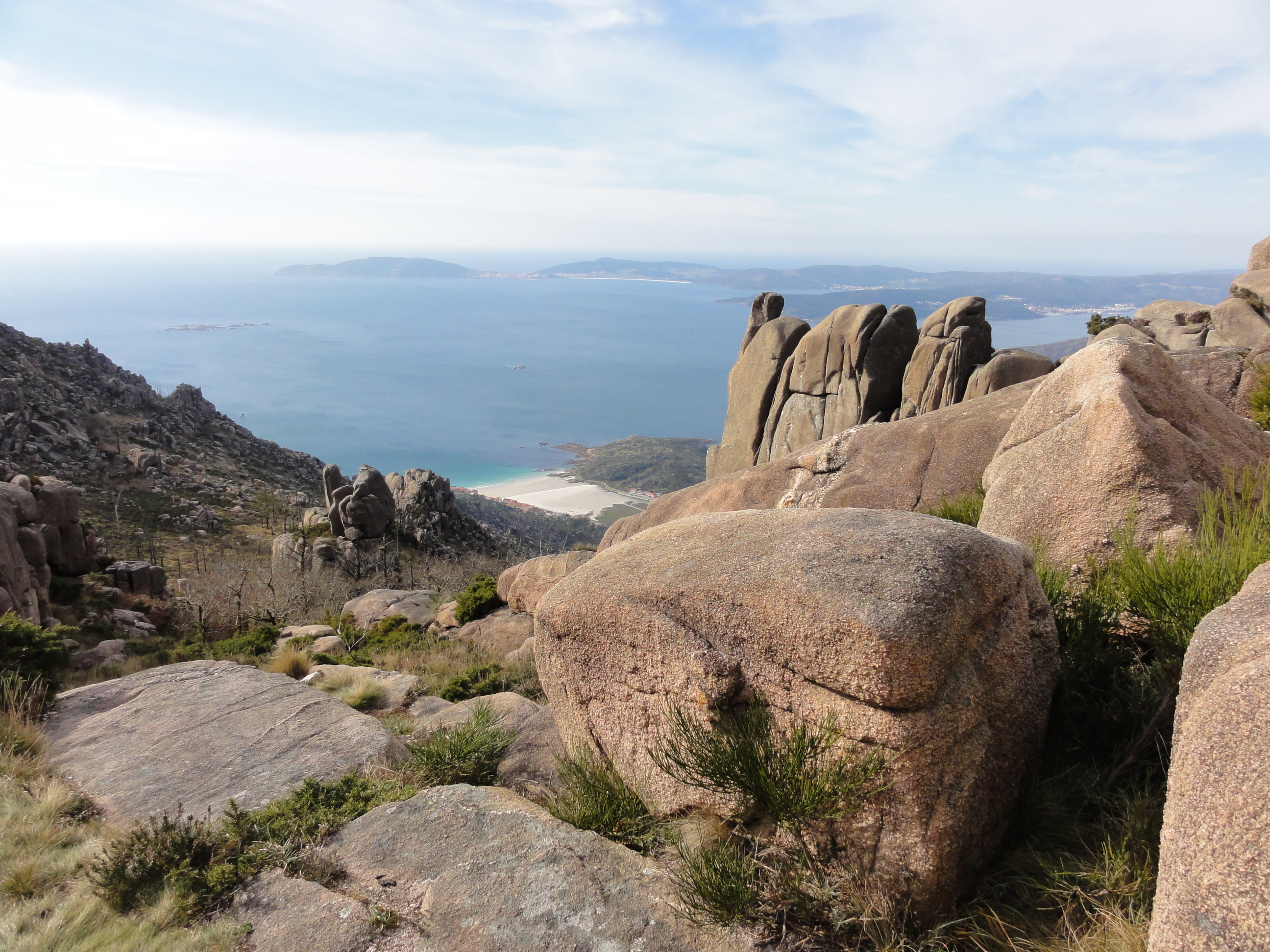
Parte carnotana do Monte